# True Obsessions
True Obsessions es el cuarto álbum en solitario del guitarrista Marty Friedman, conocido por ser miembro del grupo de thrash metal Megadeth. El álbum se lanzó al mercado en 1996. En esta ocasión el álbum también cuenta con dos canciones no instrumentales, "Last September",  "Live and Learn" y The Hands of Time en la versión japonesa.

## Lista de canciones
1. "Rio" – 4:33
2. "Espionage" – 4:30
3. "Last September" – 4:22
4. "Rock Box" – 2:38
5. "The Yearning" – 3:48
6. "Live and Learn" – 4:03
7. "Glowing Path" – 6:22
8. "Intoxicated" – 5:57
9. "Farewell" – 5:29
10. "Thunder March" (demo) – 3:52

### Versión japonesa
1. "Rock Box" - 2:38
2. "Espionage" – 4:30
3. "Last September" – 4:22
4. "Intoxicated" – 5:57
5. "Shine on Me" - 3:53
6. "Hands of Time" - 4:13
7. "Rio" – 4:33
8. "Live and Learn" – 4:03
9. "Glowing Path" – 6:22
10. "The Yearning" – 3:48
11. "Farewell" – 5:29

## Músicos
1. Marty Friedman - Guitarras
2. Nick Menza - Batería
3. Greg Bissonette - Batería
4. Carmine Appice - Batería
5. Tony Franklin - Bajo
6. Jimmy Haslip - Bajo
7. Stanley Rose - Voz
8. Brian Becvar - Teclados, piano
9. Alex Wilkinson - Percusión, instrumentos de orquesta
10. Tom Gattis - Coros